# Iraj Afshar
Iraj Afshar (8. oktober 1925 – 8. marts 2011, persisk: ایرج افشار) var en anerkendt iransk historiker og en ikonisk figur indenfor persiske studier.
Afshar var redaktør for Encyclopædia Iranica ved Columbia University og professor ved University of Teheran. Afshar spillede en betydelig rolle indenfor udviklingen af flere litterære felter i Iran i løbet af den andre halvdel af det 20. århundrede. Afshar var ansat som redaktør for Sokhan, et Iransk tidsskrift. Afshar arbejdede som frivillig ambassadør for UNESCO og han underviste ved Universitetet i Bern og Universitetet i Teheran.